# Odruchy nosowe
Odruchy nosowe (ang. nasal reflexes) - zespół odruchów fizjologicznych, których wspólną cechą jest występowanie podrażnienia śluzówki nosa, co wywołuje kichanie.

## Odruch nosowo-nosowy
Przy odruchu nosowo-nosowym (ang. nasonasal reflex) za podrażnienie śluzówki nosa odpowiadają zanieczyszczenia, dostające się do dróg oddechowych podczas wymiany gazowej.

### Bodźce generujące klasyczny odruch nosowy
- stymulacja zęba (np. na fotelu dentystycznym)[2]
- nagłe przejście z obszaru ciemnego do jasnego[3]

### Bodźce zmieniające prawdopodobieństwo wystąpienia
Zmiana prawdopodobieństwa wystąpienia odruchu nosowego jest związana ze zmianą drożności dróg oddechowych na odcinku nosowym.

#### Sytuacje fizjologiczne
Drożność nosa, a tym samym prawdopodobieństwo wystąpienia odruchów nosowych, rośnie w następujących sytuacjach:
- ćwiczenia fizyczne[5]
- zmiana pozycji ciała[6]
- zmiana temperatury otoczenia (ekspozycja skórna)[7]
- ekspozycji ciała na punktowe światło w ciemnym otoczeniu[4]
- spożycie alkoholu etylowego, zwłaszcza win[8]

Spada natomiast w sytuacjach:
- zwiększonego nacisku na dół pachowy[9]
- hiperwentylacji[4]
- strachu[4]
- bólu[4]

#### Sytuacje patologiczne
- patologie związane z przebiegiem i czynnością nerwu trójdzielnego (w tym klasterowe bóle głowy) mogą znieść występowanie odruchu nosowego[10]
- choroby neurodegeneracyjne (np. zespół Parkinsona) mogą wywoływać zniesienie odruchu nosowego[11]

## Odruch nosowo-oskrzelowy
Odruch nosowo-oskrzelowy (ang. nasobranchial reflex) jest elementem odruchów związanych z nurkowaniem. Jego przyczyną jest nagła ekspozycja głowy na zimną wodę. Wywołuje to m.in. zwężenie światła oskrzeli i zwężenie światła dróg oddechowych w nosie. Odruch ma za zadanie zmniejszyć prawdopodobieństwo dostania się wody do płuc.
Udało się powiązać przebieg drogi eferentnej odruchu nosowo-oskrzelowego z nerwem trójdzielnym, a konkretnie z nerwem szczękowym.

## Odruch oskrzelowo-nosowy
Odruch oskrzelowo-nosowy (ang. bronchonasal reflex) jest elementem odpowiedzi alergicznej i jest związany czynnościowo z nerwem błędnym.

## Odruch nosowo-zatokowy
Odruch nosowo-zatokowy (ang. nososinal reflex) został zaproponowany w 1991 roku jako jeden z mechanizmów obronnych organizmu. Ma on polegać na celowym wynaczynieniu krwi do światła dróg oddechowych, a znajdujące się w płynie komórki układu immunologicznego (głównie mówi się o eozynofilach, ze względu na ich działanie przeciwpasożytnicze) miałyby działać w śluzówce dróg oddechowych.

## Nerwica nosowa - odruch nosowo-genitaliowy
Uczeń Sigmunda Freuda - Dr. William Fliess, w swoich badaniach klinicznych dowodził istnienia połączenia neurologicznego pomiędzy śluzówką nosa, a genitaliami. Jej występowanie następnie wiązał, zgodnie z teoriami swego mistrza o podświadomości, z występowaniem biseksualizmu, jako zaburzeniem właśnie w funkcjonowaniu tego połączenia. Obaj panowie - uczeń i mistrz - rozpoczęli wspólne badania, których jednak nie ukończono.
Udowodniono jednak, że połączenie to jest kluczowe przy powstawaniu neurastenii i innych zaburzeń neurogennych.
Jednak samo istnienia odruchu nosowo-genitaliowego (ang. nosogenital reflex) nie zostało potwierdzone w badaniach na dużej grupie badanych.